# Buxton (Guyana)
Buxton (voluit: Buxton-Friendship Village) is een dorp in de regio Demerara-Mahaica van Guyana. Het ligt ongeveer 17 km ten oosten van Georgetown. Buxton is in 1840 door voormalige slaven gesticht, en telde 2.973 inwoners in 2012.

## Geschiedenis
De katoenplantage Nieuw Oranje Nassau bevond zich oorspronkelijk in het gebied en kwam in 1815 in Engelse handen. In april 1840 werd de 500 acre (circa 200 hectare) plantage gekocht door 128 voormalige slaven voor $50,000. Ze vernoemden het dorp naar de abolitionist Fowell Buxton. In 1841 werd de naburige plantage Friendship gekocht door 168 voormalige slaven, en gefuseerd met Buxton tot Buxton-Friendship Village.
De lokale overheid van Buxton-Friendship werd opgericht om het dorp te besturen en contacten te onderhouden met de plantagehouders. Er werden verkiezingen uitgeschreven voor de raadsleden, en een lokale belasting geheven. In 1850 opende er een station aan de Demerara-Berbicespoorlijn dat tot 1970 in gebruik was.
In 1856 nam de regering van Brits-Guiana een wet aan om belasting te heffen op de inwoners voor infrastructuurverbetering. In 1862 werden de eigendommen van verschillende inwoners geconfisqueerd door de overheid. Onderhandelingen met de regering leverden niets op. Later werd de trein van de gouverneur geblokkeerd en werden onderhandelingen afgedwongen die leidden tot het intrekken van de wet.
In 1964 vonden er etnische rellen plaats in Buxton. Deze hadden naast twee doden ook de verhuizing van een gedeelte van de Indo-Guyaanse bevolking naar Annandale en Lusignan tot gevolg.
Buxton beschikt over een middelbare school, een medisch centrum, een markt en winkels. Een probleem zijn de overstromingen die het dorp en landerijen treffen, omdat Buxton ongeveer 2.75 meter onder de zeespiegel ligt. In 2018 werd het Buxton-Friendship museum geopend in het dorp en geeft een historisch overzicht van het dorp in het bijzonder en Guyana in het algemeen.